# Alt (rzeka)
Alt (ang. River Alt) – rzeka w północno-zachodniej Anglii, w hrabstwie Merseyside, na krótkim odcinku wyznaczająca fragment granicy z hrabstwem Lancashire.
Rzeka ma swoje źródło w mieście Huyton i płynie w kierunku północno-zachodnim, od wschodu opływając Liverpool, następnie przepływając przez Aintree (gdzie krzyżuje się z nią kanał Leeds and Liverpool Canal) i Maghull. W końcowym biegu, na południe od Formby rzeka odbija w kierunku południowym i w Hightown uchodzi do Morza Irlandzkiego.